# Gunung Terang (Bulok)
Gunung Terang is een bestuurslaag in het regentschap Tanggamus van de provincie Lampung, Indonesië. Gunung Terang telt 1863 inwoners (volkstelling 2010).